# Бондаренко Михайло Федорович
Миха́йло Фе́дорович Бондаре́нко (*30 листопада 1944, с. Крутоярівка Кегичівського району Харківської області — †1 вересня 2013, м. Харків) — український учений у галузі кібернетики та організатор освіти. Доктор технічних наук, професор. Член-кореспондент НАН України. Академік АН ВШ України з 1996 р. Академік АН прикладної радіоелектроніки. Ректор Харківського національного університету радіоелектроніки.

## Біографія
Народився у с. Крутоярівка Кегичівського району Харківської області. 
У 1962–1963 рр. — формувальник заводу ім. В. Малишева (Харків). 
У 1967 році закінчив з відзнакою Харківський інститут радіоелектроніки (ХІРЕ, 1967) за фахом «Автоматика та телемеханіка». 
У 1967–1968 рр. — лаборант, згодом інженер ХІРЕ.
У 1968–1969 рр. — аспірант кафедри Математичного моделювання.
У 1969–1974 рр. — асистент, старший викладач, доцент кафедри математичного моделювання ХІРЕ. 
У 1970 році здобув ступінь кандидата технічних наук. Тема дисертації — «Математичні моделі адаптації зору і їх технічні додатки». Дисертацію Бондаренко захистив у віці 25 років, що стало рекордом для інституту.
У 1974–1976 рр. — відрядження на Кубу для викладацької роботи за контрактом в Університеті Орієнте. 
З 1977 р. — завідувач кафедри програмного забезпечення Електроно-обчислювальних машин ХІРЕ.
У 1985 році здобув ступінь доктора технічних наук. Тема дисертації — «Математичні моделі морфологічних і фонетичних відносин і їх застосування для автоматизації обробки мовних повідомлень».
У 1986–1987 рр. — декан факультету обчислювальної техніки ХІРЕ (з 1993 р. — державний технічний університет радіоелектроніки, ХТУРЕ). 
З 1994 р. — ректор ХТУРЕ (з 2001 р. — Харківський національний університет радіоелектроніки, ХНУРЕ), завідувач кафедри Програмного забезпечення електроно-обчислювальних машин. 
У 1996 році був обраний членом Академії наук вищої школи України.
Помер 1 вересня 2013 року від онкологічного захворювання. Поховали Михайла Бондаренка 3 вересня 2013 року на міському кладовищі № 2

## Наукова діяльність

Фото могили на Другому міському кладовищі Харкова

Основні наукові напрями: теорія інтелекту, розпізнавання мови. Створив наукову школу в галузі штучного інтелекту.
Автор понад 360 наукових праць, зокрема 12 монографій, підручників та навчальних посібників, 7 авторських свідоцтв, 5 патентів.
Підготував 10 докторів та 36 кандидатів наук.
Головний редактор наукових видань «Біоніка інтелекту», «Радіоелектроніка та інформатика», «Новий колегіум».
Президент АН прикладної радіоелектроніки. Президент Української асоціації дистанційної освіти. Почесний доктор Московського інженерно-фізичного інституту.

## Звання і нагороди
- Заслужений діяч науки і техніки України (1999).

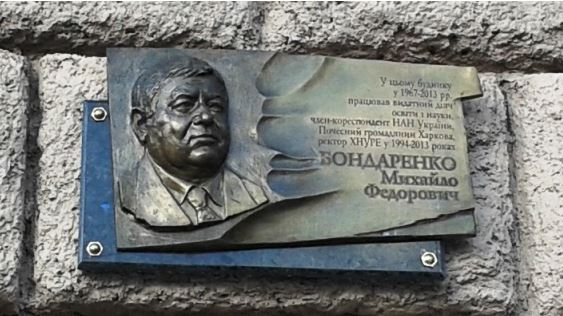
Пам'ятна дошка на фасаді ХНУРЕ Бондаренко Михайло Федорович

- Лауреат Регіонального рейтингу «Харків'янин сторіччя» (2001)
- Лауреат міжнародного Академічного рейтингу «Золота фортуна» (2002).
- Почесна грамота Верховної Ради України (2004).
- Лауреат рейтингу «Ділова людина України — 2004».
- Орден «За заслуги» ІІІ ступеня (2004)
- Орден «За трудові досягнення» (2004)
- Державна премія України в галузі науки і техніки (2008)
- Відзнака «Почесний хрест» УПЦ.
- Орден  «За  заслуги» II ступеня (2010)
- Звання «Почесний громадянин міста Харкова» (2012)

У 1995–1996 рр. визнаний «Людиною року» Біографічним центром у Кембриджі, Англія.
Почесний громадянин міста Харків